# 트르사트성

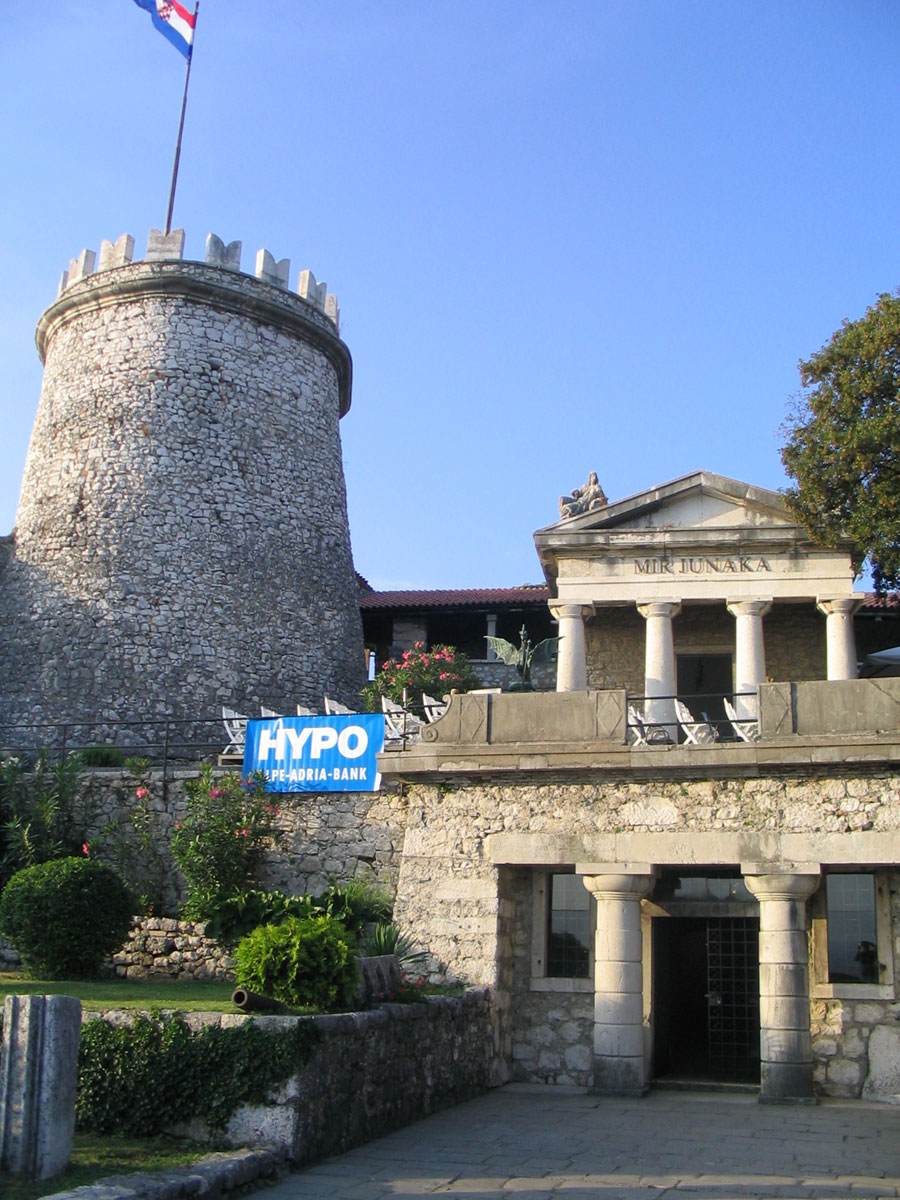
트르사트성

트르사트성(크로아티아어: Gradina Trsat)은 크로아티아 프리모레고르스키코타르주 리예카 트르사트에 있는 성이다. 13세기에 지어진 트르사트성은 로마 시대부터 레치나강을 따라 바다로의 접근을 통제하기 쉬운 장소로 사용되었으며, 리예카 바로 위, 왼쪽 강둑에 레치나 협곡이 내려다보이는 가파른 언덕에 위치해 있다. 19세기에 군사 지휘관 나발 누겐트의 묘가 내부에 지어졌을 때 완전히 재건되고 개조되었다. 성의 안뜰은 현재 레스토랑으로 바뀌었고 많은 관광객이 여름철에 이곳을 방문한다.